# District de Cu Chi
Củ Chi est l'un des cinq districts ruraux de Hô Chi Minh-Ville (Saïgon) au Vietnam.

## Administration
Le district compte le chef lieu Củ Chi et 20 communes :
- Phú Hòa Đông
- Tân Thạnh Đông
- Tân Thạnh Tây
- Tân An Hội
- Tân Thông Hội
- Trung An
- Phước Vĩnh An
- Hòa Phú
- Thái Mỹ
- Phước Thạnh
- An Phú
- Trung Lập Thượng
- Nhuận Đức
- Phạm Văn Cội
- Bình Mỹ
- Phước Hiệp
- Trung Lập Hạ
- Tân Phú Trung
- Phú Mỹ Hưng
- An Nhơn Tây